# 福西勝也
福西 勝也（ふくにし まさや、1995年2月24日 - ）は、日本の男性声優。奈良県出身。賢プロダクション所属。

## 略歴
小学生のころから声優を志しており、10代の時は友人と演劇遊びをして過ごしていた。
2012年、声優甲子園にてアニメシナリオ部門最優秀賞を受賞。2014年、第二回全日本声優コンテスト「声優魂」にて声優部門入選。スクールデュオ17期アッパークラス卒業。
2024年4月、テレビアニメ『怪獣8号』の日比野カフカ役で初主演。

## 人物
事務所のプロフィールでは、「太い低音から軽やかな高音まで操る声幅と、あそび由来の自由なセリフ運びが持ち味」と紹介されている。
人見知りをしない性格であり、シュールな笑いを好む。
特技は歌、声楽、関西弁。趣味はファッション、TRPG、アイドル鑑賞。

## 出演
太字はメインキャラクター。

### テレビアニメ
2017年
- sin 七つの大罪（観客たち、兵士たち）
- メイドインアビス（観衆）
- トミカハイパーレスキュー ドライブヘッド 機動救急警察（乗客）
- 将国のアルタイル（親兵B）
- 縁結びの妖狐ちゃん（石嵐洲）
- ドリフェス!R（3-C生徒、お天気キャスター）
- アニ×パラ〜あなたのヒーローは誰ですか〜（アナウンス）
- 名探偵コナン（2017年 - 2023年、男性、大盛福助、狩場ユズル）

2018年
- バジリスク 〜桜花忍法帖〜（重臣、黒鍬衆、侍、武士、ツナギ 他）
- BEATLESS（野次馬A）
- ポプテピピック（章吾）
- パズドラ（商店街店主A、外国人(1)）
- ひそねとまそたん（救護班員B、計測隊、平）
- 銀河英雄伝説 Die Neue These 邂逅（士官、通信士）
- 僕のヒーローアカデミア（2018年 - 2023年、誠刃校受験者、八斎會構成員、講習生、ホークスのスマートフォン音声） - 3シリーズ
- 夢王国と眠れる100人の王子様（街の人E）
- BANANA FISH（追手、ボーイ、警備員、仲間）
- ハッピーシュガーライフ（客）
- はたらく細胞（ナイーブT細胞6）
- 中間管理録トネガワ（関西支社黒服A）
- バキ（運転手）
- SSSS.GRIDMAN（オンダ、男性教師） - 2023年に劇場総集編公開
- からくりサーカス（2018年 - 2019年、誘拐組、男子高生、司会、オートマータ、機械人形-O）
- DOUBLE DECKER! ダグ&キリル（警察官B）
- ジョジョの奇妙な冒険 黄金の風（ギャング2）

2019年
- おしりたんてい（水牛 / スイアロハン、シャムワニ）
- どろろ（人足、農民B、侍、村人C）
- 魔法少女特殊戦あすか（歩哨）
- 盾の勇者の成り上がり（病人の息子、司祭）
- キャロル&チューズデイ（ジギー、ガードマン、アナウンサー、手下B、若い男性 他）
- BAKUMATSUクライシス（町人）
- 進撃の巨人（2019年 - 2021年、調査兵、パンツァー隊） - 2シリーズ
- カードファイト!! ヴァンガード（ラック・バード）
- KING OF PRISM -Shiny Seven Stars-（天下左京）
- 魔王様、リトライ!（カーニバル）
- GRANBLUE FANTASY The Animation Season 2（羊飼い）
- ファンタシースターオンライン2 エピソード・オラクル（男性客）
- ちはやふる3（2019年 - 2020年、生徒、係員、観客、小石川秀作、男子選手）
- PSYCHO-PASS サイコパス 3（ヘヴンズリープドクター）
- 七つの大罪 神々の逆鱗（死霊）

2020年
- ドロヘドロ（葬儀屋、ゴミ袋の中の男、坊さん、店員、煙の部下 他）
- 織田シナモン信長（義元左文字、調理侍）
- デュエル・マスターズ（2020年 - 2022年、雷光の聖騎士、ツルーマン将軍、ギガントウサギロボ・フューチャーX②、キタカゼマンA、バイブスブチアゲ・クラーケン 他） - 4シリーズ
- ハイキュー!! TO THE TOP（稲荷崎生徒、桝木菊太郎、小作裕渡、理石平介、犬畑昌彦 他）
- LISTENERS リスナーズ（地元ジャンク屋、ミミナシ）
- もっと!まじめにふまじめ かいけつゾロリ（2020年 - 2022年、レオン、社長、クレーマーC、ギグリ、ピエール 他） - 3シリーズ
- 恋とプロデューサー〜EVOL×LOVE〜（ハッカー、戦闘員）
- アラド:逆転の輪（クリオ）
- アクダマドライブ（ヤクザ、署長）
- エタニティ 〜深夜の濡恋ちゃんねる♡〜（鷹藤陽介） - 通常版
- 呪術廻戦（2020年 - 2021年、本田、蝿頭、男性）
- ギャルと恐竜（お笑い芸人A、ピーちゃんの飼い主）

2021年
- 装甲娘戦機（通信士、拠点民）
- ポケットモンスター（ガサッツ）
- SK∞ エスケーエイト（カズ、ギャラリー）
- アイ★チュウ（観客C）
- WAVE!!〜サーフィンやっぺ!!〜（高校教師）
- SHAMAN KING（クラスメイト）
- ゾンビランドサガ リベンジ（ラジオAD）
- NOMAD メガロボクス2（リュウ）
- 魔法科高校の優等生（実験体）
- RE-MAIN（野球部員）
- 女神寮の寮母くん。（メイド喫茶男性客）
- ブルーピリオド（純田）
- 名探偵コナン 警察学校編 Wild Police Story（2021年 - 2022年、男子生徒、物部周三）
- ドラえもん（テレビ朝日版第2期）（2021年 - 2022年、観客①、警察官）

2022年
- 平家物語（貴族2、兵11）
- ダンス・ダンス・ダンスール（サッカー部員A）
- 東京リベンジャーズ（2022年 - 2023年、龍宮寺堅〈2代目〉） - 3シリーズ
- うる星やつら (2022)（2022年 - 2024年、鬼兵、男子生徒、男子、店員、校務員 他） - 2シリーズ
- 魔入りました!入間くん（2022年 - 2023年、ニック、仲魔）
- 名探偵コナン 犯人の犯沢さん（ギャング、ショウタ、バイト、サトルのダチ）

2023年
- 不滅のあなたへ（ミゲル、レンリル兵）
- MIX MEISEI STORY 2ND SEASON 〜二度目の夏、空の向こうへ〜（錦研二、二塁塁審、教師）
- 【推しの子】（ライブのコール、ファン）
- AIの遺電子（教師）
- ゾン100〜ゾンビになるまでにしたい100のこと〜（不良A）
- ポーション頼みで生き延びます!（カール、小鳥）
- お嬢と番犬くん（講談組1、講談組員1）
- 聖女の魔力は万能です（鉱夫）
- 川越ボーイズ・シング（浦和学習院生徒）

2024年
- クレヨンしんちゃん（若い男、先輩）
- め組の大吾 救国のオレンジ（副本部長）
- ポケットモンスター（スナップ小僧）
- ガールズバンドクライ（革ジャン）
- 怪獣8号（2024年 - 2025年、日比野カフカ / 怪獣8号） - 2シリーズ
- ザ・ファブル（キック）
- 終末トレインどこへいく?（住人、えのき、ひで坊）
- 刀剣乱舞 廻 -虚伝 燃ゆる本能寺-（伊達政宗）
- じゃんたま カン!!（船頭、店員、ヤクザ達、男性店員）
- シンカリオン チェンジ ザ ワールド（高校生）
- 戦国妖狐 千魔混沌編（月湖の父）
- 時々ボソッとロシア語でデレる隣のアーリャさん（サッカー部員）
- ダンジョンの中のひと（アルグレド）

2025年
- 外れスキル《木の実マスター》 〜スキルの実（食べたら死ぬ）を無限に食べられるようになった件について〜（ジーン）
- わたしの幸せな結婚（康太）
- どうせ、恋してしまうんだ。
- るろうに剣心 -明治剣客浪漫譚- 京都動乱（徳二）
- 俺だけレベルアップな件 Season 2 -Arise from the Shadow-（坂巻昭彦）
- 戦隊レッド 異世界で冒険者になる（キズツケマウス）
- 神統記（テオゴニア）（マンソ）
- ヴィジランテ-僕のヒーローアカデミア ILLEGALS-（刑事）
- mono（春乃の父）
- ウィッチウォッチ（弘中、親戚1、不良、犬）
- 俺は星間国家の悪徳領主!（副指令）
- 特装合体ロボ ジョブレイバー（スタンドブレイバー）

### 劇場アニメ
2010年代
- 映画 プリキュアオールスターズ みんなで歌う♪奇跡の魔法!（2016年）
- K SEVEN STORIES（2018年）
- 僕のヒーローアカデミア THE MOVIE 〜2人の英雄〜（2018年）
- 詩季織々「上海恋」（2018年、上司）
- 機動戦士ガンダムNT（2018年、ネオ・ジオンパイロット）
- 青春ブタ野郎はゆめみる少女の夢を見ない（2019年、翔子父）
- ミュウツーの逆襲 EVOLUTION（2019年、研究員B）

2020年代
- 機動戦士ガンダム 閃光のハサウェイ（2021年、調査局員）
- 竜とそばかすの姫（2021年）
- 鹿の王 ユナと約束の旅（2022年）
- バブル（2022年）
- 犬王（2022年）
- THE FIRST SLAM DUNK（2022年、大楠雄二）
- アリスとテレスのまぼろし工場（2023年、作業員高久）
- KING OF PRISM-Your Endless Call-み〜んなきらめけ!プリズム☆ツアーズ（2025年、天下左京）

### Webアニメ
2010年代
- 磯部磯兵衛物語（2015年）
- ブレードランナー ブラックアウト2022（2017年、チンピラB）
- ニンジャボックス（2019年、シタッパーズ）
- Levius -レビウス-（2019年、ラリー・マクマホン、記者、検査員）

2020年代
- 薄明の翼（2020年、研究員A）
- もったいないばあさん（2020年、マジマジ）
- 日本沈没2020（2020年、男C）
- ニンジャラ シノビの里（2020年、里の者A）
- ちびりべ（2022年、龍宮寺堅〈2代目〉）
- ロマンティック・キラー（2022年、本田）
- 範馬刃牙（2023年、ギャリー）
- スコット・ピルグリム テイクス・オフ （2023年)
- じゃんたま カン!!（2024年、船頭、店員、ヤクザ達）
- Duel Masters LOST 〜追憶の水晶〜（2024年、高校生A）

### ゲーム
2016年
- グランブルーファンタジー（2016年 - 2024年、バロール 他）

2017年
- スター・ウォーズ バトルフロントII
- マヨナカ・ガラン（高見の村人）

2018年
- クイズRPG 魔法使いと黒猫のウィズ（ポーペン・ピーコード）
- 進撃の巨人2（兵士、市民 他）
- ドラガリアロスト
- New ガンダムブレイカー
- イドラ ファンタシースターサーガ（ロギア、トールビョルン）
- KING OF PRISM プリズムラッシュ！LIVE（天下左京）
- JUDGE EYES:死神の遺言

2019年
- ポケモンマスターズ（ザクロ）
- ニンジャボックス（ライデン）
- ニード・フォー・スピード ヒート

2020年
- 龍が如く7 光と闇の行方
- REALIVE!〜帝都神楽舞隊〜（津田新造）
- サンクタス戦記-GYEE-（マイク、リン・フー）
- VALORANT（フェニックス）
- グランドインテンション・アジャストメント（ベイオス・ロックガルド）

2021年
- 東京放課後サモナーズ（ヘルメス、アムブスキアス）

2022年
- ライブ・ア・ヒーロー!（ガイウス、レイジ）
- 東京リベンジャーズ ぱずりべ!全国制覇への道（龍宮寺堅）

2023年
- 英傑大戦（龍宮寺堅）
- 共闘ことばRPG コトダマン（龍宮寺堅〈2代目〉）
- 妖怪ウォッチ ぷにぷに（龍宮寺堅）
- ポコロンダンジョンズ-なぞるRPG-（龍宮寺堅）
- 炎炎ノ消防隊 炎舞ノ章（龍宮寺堅）
- スマッシュダンク（龍宮寺堅）
- CARAVAN STORIES（龍宮寺堅）
- モンスターストライク（2023年 - 2024年、龍宮寺堅、日比野カフカ / 怪獣8号）
- Fate/Grand Order（2023年 - 2024年、永倉新八 他）

2024年
- 百英雄伝（ウェーブ）
- 東京リベンジャーズ Last Mission（龍宮寺堅）

2025年
- トライブナイン（八雲彗）
- アサシン クリード シャドウズ
- ASURAJANG（トウゴ）
- 届けろ！戦え！カラミティエンジェルズ（ランガス）
- m HOLD'EM（龍宮寺堅〈2代目〉）

### ドラマCD
- ちるらん 新撰組鎮魂歌 人斬り以蔵（2017年、安岡嘉助）
- 本橋兄弟（2018年）
- 君恋シグナル（2018年、先生）
- 鬼の陰陽師（2024年、鬼灯桜雅） - クラウドファンディング返礼品[56][57]

### BLCD
- ヤリチン☆ビッチ部3（2018年）[58]
- 妖しの箱庭に浮かぶ月（2019年、生徒[59]）
- 百と卍2（2019年、幇間）
- オンラインゲーム仲間とサシオフしたら職場の鬼上司が来た（2022年、男性社員）
- 息できないのは君のせい3（2023年、バンマス[60]）
- ロストバージン how to sex（2024年、マリア・マストロヤンニ[61]）
- 夜明けの唄3（2024年、ジュノ[62]）

### デジタルコミック
- 今日も明日も、君と（2022年、鰐部、同僚の男性[63]）
  - 若葉寮で、君と（2024年、鰐部亮平[64]）
- ふしだらなキミの声（2023年、鬼島咲矢[65]）
  - ふしだらなキミの音（2023年、鬼島咲矢[66]）
- BACK STAGE!!（2023年、瀬名聖湖[注 1][67]）
- いとなみいとなめず（2024年、清[68]）
- 二兎の除霊師（2025年、五辻󠄀[69]）

### 吹き替え

#### 映画
- アイ・フィール・プリティ! 人生最高のハプニング（イケメン）
- Apple Jack（アッシャー）
- アバター:ウェイ・オブ・ウォーター（アオヌング〈フィリップ・ゲリオ〉[70]）
- イコライザー2（マイルズ・ウィテカー〈アシュトン・サンダース〉[71]）
- ヴェノム:レット・ゼア・ビー・カーネイジ[72]
- エジソンズ・ゲーム（ニコラ・テスラ〈ニコラス・ホルト〉[73]）
- エターナルズ（ディエゴ[74]〈アドリア・エスクデロ〉）
- オーシャンズ8（ランドール）
- 終わらない週末[75]
- 軽い男じゃないのよ（サミュエル）
- カンフー・ヨガ
- 極限境界線-救出までの18日間-（カシム〈カン・ギヨン〉[76]）
- クライアント・リスト ザ・ムービー（トレヴァー）
- 恋するプリテンダー（ジョナサン〈ダレン・バーネット〉[77]）
- THE BATMAN-ザ・バットマン-[78]
- ザ・フラッシュ（アルバート〈ルディ・マンクーソ〉[79]）
- 6アンダーグラウンド（シックス〈デイヴ・フランコ〉）
- ジャングル・クルーズ（帽子の男性1[80]）
- ジョーカー（会社員1[81]）
  - ジョーカー:フォリ・ア・ドゥ（若い囚人[82]）
- スウィンダラーズ（キム課長）
- スター・クレイジー（スローポーク）
- スターダスト（デヴィッド・ボウイ〈ジョニー・フリン〉[83]）
- スターリンの葬送狂騒曲（ワシーリー・スターリン〈ルパート・フレンド〉）
- スローターハウス・ルールズ（ドレッド〈ニール・ペンドルトン〉[84]）
- 沈黙の鉄槌（デズモンド・パッカード〈ザック・ウォード〉）
- ディストラクションZ（ルーソ）
- ナイトスイム（ローニン〈イライジャ・J・ロバーツ〉[85]）
- ハート・オブ・ストーン[86]
- パラサイト 半地下の家族（ピザ屋店員[87]）※日本テレビ版
- ハンガー・ゲーム0
- ヒットマンズ・ボディガード（ウェイター）
- ベルベット・バズソー: 血塗られたギャラリー
- ボーイズ・イン・ザ・バンド（カウボーイ〈チャーリー・カーヴァー〉）
- マジック・ロード 空飛ぶ仔馬と天空の花嫁（イワン〈アントン・シャギン〉）
- マッドマックス 怒りのデス・ロード（ラント[88][89]）※ザ・シネマ新録版
- ミッドナイト・ランナー（カン・ヒヨル〈カン・ハヌル〉[90]）
- ラフ・ナイト 史上最悪!?の独身さよならパーティー（スコッティ）
- REBEL MOON: パート1 炎の子[91]
- ローマンという名の男 -信念の行方-（ドーナツ店男）

#### ドラマ
- アップロード 〜デジタルなあの世へようこそ〜（AI男性）
- ウォーキング・デッド（エメット・カーソン、エドゥアルド、セディク、アルデン）
- WOLF -殺人鬼の狂宴-（ジャック・キャフェリー〈ウクウェリ・ローチ〉[92]）
- エル・チャポ（ラミロ）
- ガールフレンド・エクスペリエンス（ニック・ゴーマン）
- カウンターパート/暗躍する分身（マルセル）
- カジノ（オ・スンフン〈ソン・ソック〉[93]）
- キャサリン スペイン王女の華麗なる野望（ハリー〈ルアイリ・オコナー〉[94]）
- ギャップ・ザ・シリーズ（チン〈ジラパット･ピンサーノン（Brahm）〉[95]）
- キャリアを引く女〜キャリーバッグいっぱいの恋〜（イ・サンヨプ）
- クラス -ねらわれたコールヒル高校-（コラカイナス）
- グレイズ・アナトミー 恋の解剖学（ケーシー・パーカー）
- ザ・オーダー 暗黒の世界（ブランドン）
- ザ・ポリティシャン（アンセルム先生、ピエール）
- サルベーション -地球の終焉-（ネイト・ライランド、ディエゴ）
- ザ・ワイルズ 〜孤島に残された少女たち〜（アイバン）
- シー・ハルク:ザ・アトーニー
- 静かなる海（リュ・テソク〈イ・ジュン〉）
- 失踪 〜母が消えた日〜（ローガン〈コナー・メリガン・ターナー〉[96]）
- 信じる者とよそ者（ジョン・ビリントンJr）
- 人生最高の贈り物 〜ようこそ、サムグァンハウスへ〜（イ・ラフン）
- スパニッシュ・プリンセス キャサリン・オブ・アラゴン物語（ヘンリー8世〈ルアイリ・オコナー〉）
- S.W.A.T.
- セックス・エデュケーション（ショーン・ワイリー）
- ターン・アップ・チャーリー 〜人生アゲていこう!〜（デイヴィッド）
- タイニー・プリティ・シングス（シェーン）
- タイムレス
- 超能力ファミリー サンダーマン
- デイブレイク 〜世界が終わったその先で〜（ギャリー）
- ドクター・フー（マルコ、コラカイナス）
- トッケビ〜君がくれた愛しい日々〜（ワン・ヨ）
- トランスペアレント（ハッサン）
- ナイトシフト 真夜中の救命医（パット・ペリッロ）
- ノンストップ・スリラー「暴走地区-ZOO-」 シーズン3（サム・パーカー）
- 100日の郎君様（ソウォン大君〈チ・ミンヒョク〉[97]）
- ヒューマンズ（ダニー）
- ファンタスティック5 情熱のパラアスリート（エリア〈エネア・バロッツィ〉[98]）
- フォー・ウェディング 〜恋するロンドンライフ〜（トニー2号）
- フラーハウス（ケイシー）
- フランケンシュタイン・クロニクル（ピール、ビリー）
- 僕の失恋サバイバル術（ゴンサロ・トーレス）
- ホテル ハルシオン（アディル・ジョシ）
- マニアック（ジェド、グリムソン）
- マネー 〜彼女が手に入れたもの〜（ニコラス〈ジョエル・キム・ブースター〉）
- Uボート ザ・シリーズ 深海の狼（フランク・シュトラッサー〈レオナルド・シャイヒャー〉[99]）
- リトル・ドラマー・ガール 愛を演じるスパイ（ダニエル）
- レイ・ドノヴァン ザ・フィクサー
- レガシーズ（イーサン）
- ロシアン・ドール: 謎のタイムループ（アラン〈チャーリー・バーネット〉）
- ワイルドカード〜捜査バディは天才詐欺師!?〜[100]
- 私の"初めて"日記（パクストン〈ダレン・バーネット〉）

#### アニメ
- エリアンと魔法の絆（サニー[101]）
- おさるのジョージ
- カルメン・サンディエゴ（クラックル、ル・シェブ）
- Qフォース（トゥインク[102]）
- ザ・スーパーマリオブラザーズ・ムービー
- 下の階には澪がいる（鵜戸翔一）
- スコット・ピルグリム テイクス・オフ（ウォレス・ウェルズ[103]）
- DOTA: ドラゴンの血（ダヴィオン〈2代目〉[104]）
- バグ・ダイアリーズ〜虫たちのぼうけん日記〜
- 百妖譜（張二狗）
- プラネット51（レムの父）
- プリンセス・マヤと3人の戦士たち（リコ、ベア・キラー[105]）
- ミラキュラス レディバグ&シャノワール（サス）
  - ミラキュラス・ワールド/ニューヨーク ユナイテッド・ヒーローズ
  - ミラキュラス・ワールド/上海 レジェンド・オブ・レディドラゴン

### ボイスオーバー
- コーチ・スヌープ（トゥパック、マーカス）
- ソーイング・ビー
- DOPE（エリック）
- パーフェクト・スイーツ（マイケル・マーチェセン）
- プロジェクト・ランウェイ15（コーネリアス・オーティズ）

### ラジオ
※はインターネット配信。
- ラジオダブルディア シーズン8（2023年、RADIO TOMO※）[106]
- 水中雅章 福西勝也のみつえむ（2023年 - 、RADIO TOMO※）[107]
- 月刊 新・男前通信11月号〜月刊 福西勝也（2023年、文化放送モバイルplus※）[108]
- アニメ『怪獣8号』ポッドキャスト討伐作戦（2024年、Spotify※）[109]

### 人形劇
- Thunderbolt Fantasy 生死一劍（2017年、鶴青風）

### 特撮
- 機界戦隊ゼンカイジャー（2021年 - 2022年、ゲゲの声〈2代目〉[110]）

### テレビ番組
※はインターネット配信。
- 声優と夜あそび（2025年、ABEMA※）[111]

### 舞台
- 劇団 軌跡「淑女のお作法」
- 集団NoPLAN「家族百景」
- 朗読歌劇「ラ・ボエーム〜愛ある限り〜」（2022年1月10日、横浜市磯子区民文化センター 杉田劇場） - コッリーネ 役[112]

### その他コンテンツ
- レコーディングアプリ「Pictone」（2020年）
- ハイドライバーズ（2022年、龍ヶ崎圭[113]）
- 『ヤクザと目つきの悪い女刑事の話』2巻発売コミックスPV（2022年）[114]
- 37card年賀状（2023年）[115]
- パチンコ e東京リベンジャーズ（2025年、龍宮寺堅[116]）

## ディスコグラフィ

### キャラクターソング
| 発売日         | 商品名                                               | 歌 | 楽曲                                      | 備考                                                 |
| -------------- | ---------------------------------------------------- | --- | ----------------------------------------- | ---------------------------------------------------- |
| 2019年3月13日  | KING OF PRISM RUSH SONG COLLECTION -STAR MASQUERADE- | 天下左京（福西勝也）、天下右京（猪股慧士）                                                                   | 「Crossing Labyrinth」                    | ゲーム『KING OF PRISM プリズムラッシュ！LIVE』関連曲 |
| 2019年10月2日  | Virgin Sky/愛がある限りここにいる                    | 帝都東神楽舞隊基地・所属舞官                                                                                 | 「Virgin Sky」                            | ゲーム『REALIVE!〜帝都神楽舞隊〜』オープニングテーマ |
| 2019年10月2日  | Virgin Sky/愛がある限りここにいる                    | 帝都東神楽舞隊基地・所属舞官                                                                                 | 「愛がある限りここにいる」                | ゲーム『REALIVE!〜帝都神楽舞隊〜』エンディングテーマ |
| 2021年1月8日   | KING OF PRISM BEST ALBUM "Music Goes On!"            | 一条シン（寺島惇太）、天下左京（福西勝也）、天下右京（猪股慧士）、レヴォントゥレット・ニッカネン（宮瀬尚也） | 「煌めきの彼方へ 〜エーデルローズ校歌〜」 | ゲーム『KING OF PRISM プリズムラッシュ！LIVE』関連曲 |
| 2022年11月23日 | 東京リベンジャーズ EP01                              | 龍宮寺堅（福西勝也）                                                                                         | 「SIDEKICK」                              | テレビアニメ『東京リベンジャーズ』関連曲             |
| 2024年10月23日 | 東京リベンジャーズ Duet EP 01                        | 佐野万次郎（林勇）、龍宮寺堅（福西勝也）                                                                     | 「REBEL ERA」                             | テレビアニメ『東京リベンジャーズ』関連曲             |
| 2024年10月23日 | 東京リベンジャーズ Duet EP 01                        | 龍宮寺堅（福西勝也）、三ツ谷隆（松岡禎丞）                                                                   | 「SCRAMBLE DAYS」                         | テレビアニメ『東京リベンジャーズ』関連曲             |